# Meunasah Baroh (Peudada)
Meunasah Baroh is een bestuurslaag in het regentschap Bireuen van de provincie Atjeh, Indonesië. Meunasah Baroh telt 789 inwoners (volkstelling 2010).